# 도야마 간켄
도야마 간켄(일본어: 遠山寛賢, 1888년 9월 24일 ~ 1966년 11월 24일)은 슈토칸 가라테 스타일의 토대를 마련한 일본의 교사이자 가라테 사범이다.